# White (cráter)

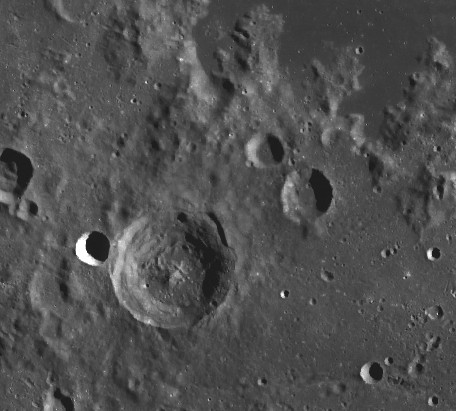
Fotografía de la misión Lunar Reconnaissance Orbiter

White es un cráter de impacto lunar. Se encuentra en la cara oculta de la Luna, al suroeste de la enorme llanura amurallada del cráter Apolo. Alrededor de un diámetro al sur-suroeste se halla el pequeño cráter Hendrix.
|  |

Se trata de un cráter relativamente reciente, con un borde y un interior bien definidos que no han sido significativamente desgastados. Se localiza un pequeño cráter en forma de copa unido al exterior en el borde occidental. La pared interior de White muestra un ligero aterrazamiento, con una cresta central baja cerca del punto medio del interior.
El cráter lleva el nombre del astronauta Ed White, muerto en el incendio del Apolo 1. Los cráteres cercanos Grissom y Chaffee recibieron el nombre de los otros dos astronautas muertos en el desastre, Virgil I. Grissom y Roger Chaffee.

## Cráteres satélite
Por convención estos elementos son identificados en los mapas lunares poniendo la letra en el lado del punto medio del cráter que está más cercano al White.
|       | \| White \| Coordenadas \| Diámetro \| \| ----- \| -------------------------------- \| -------- \| \| W \| 42°06′S 162°42′O / -42.1, -162.7 \| 24 km \| |          |
| White | Coordenadas | Diámetro |
| W     | 42°06′S 162°42′O / -42.1, -162.7 | 24 km    |